# Ураба (затока)
Затока Ураба́ (ісп. Golfo de Urabá) — затока Карибського моря біля північно-західного узбережжя Південної Америки, є південною частиною Дар'єнської затоки, хоча часто назва «Ураба» поширюється на всю Дар'єнську затоку. Затока розташована поряд із з'єднанням континенту з
Панамським перешийком та омиває береги Колумбії.
Затока Ураба має вузьку витягнуту форму, її довжина становить 87 км, глибина —25—54 м. У південну частину затоки впадає річка Атрато, недалеко від місця впадіння знаходиться порт Турбо. Район затоки має дуже вологий клімат, із найбільшою кількістю опадів в Америці.
Першим з європейців затоку дослідив Родріґо де Бастідас у 1501 році.
| Колумбія | Це незавершена стаття з географії Колумбії. Ви можете допомогти проєкту, виправивши або дописавши її. |